# WMS-etikettering
Om de gevaren aan te duiden die in de Wet milieugevaarlijke stoffen (Wms) vastgelegd en bepaald waren, zijn er labels ontwikkeld. Deze labels dienden, in combinatie met waarschuwingszinnen, op een verpakking te worden aangebracht alvorens een stof of preparaat aangeboden mocht worden.
Als een product een waarschuwingszin- of labelverplichting had diende er ook een Veiligheidsinformatieblad geleverd te worden. Er was een verplichte koppeling tussen de R-zinnen en de gebruikte etiketten.

Explosieve stof
Licht ontvlambare stof
Oxiderende stof
Giftige stof
Bijtende stof
Schadelijke stof
Milieugevaarlijke stof

## Ingetrokken
De Wet milieugevaarlijke stoffen werd per 1 juni 2008 ingetrokken vanwege de inwerkingtreding van de Europese Verordening REACH. De voorschriften voor etikettering van gevaarlijke stoffen werden daarna voorgeschreven aan de hand van het Globally Harmonised System of Classification and Labelling of Chemicals (GHS) dat is aangenomen door de Verenigde Naties. 